# Чокі Вангчук
Чокі Вангчук (англ. Choki Wangchuk; нар. 2 лютого 1998, Чукха, Бутан) — бутанський футболіст, захисник клубу «Тхімпху Сіті» та національної збірної Бутану.

## Клубна кар'єра
Вихованець клубу «Друк Старз», у футболці якого виступав до 2014 року. Наступного року перейшов до «Транспорт Юнайтед». 1 грудня 2018 року перейшов до клубу другого дивізіону І-Ліги АРА. Проте вже на початку квітня 2018 року повернувся до Бутану, де підсилив «Уг'єн Академі». З липня 2020 року захищає кольори «Тхімпху Сіті».

## Кар'єра в збірній
Виступав за юнацьку збірну Бутану (U-19) та олімпійську збірну Бутану.
У футболці національної збірної Бутану дебютував 6 вересня 2016 року в нічийному (0:0) домашньому поєдинку кваліфікації кубку Азії 2019 року проти Бангладешу. Чокі вийшов на поле в стартовому складі та відіграв увесь матч.